# Arco (motorfiets)
Arco is een historisch motorfietsmerk dat eerst in Duitsland en later (ook) in Nederland werd geproduceerd.
De bedrijfsnaam was: Arco Motorradwerke August & Co., Speyer a. R.., later Arco Motorradfabrik AG, Speyer a. R. en NV Arco Motorenfabriek, Amsterdam.
Arco begon in 1922 met haar productie van motorfietsen. Dat was een jaar voor de Duitse "motorboom", die honderden nieuwe motorfietsmerken opleverde die in 1925 voor het grootste deel weer zouden verdwijnen. De meeste van deze merken maakten lichte motorfietsjes die goedkoop geproduceerd konden worden door tweetakt-inbouwmotoren bij andere merken in te kopen. Ondanks de slechte economische situatie in Duitsland is het opvallend dat juist merken die wat duurdere motorfietsen maakten de helft van de jaren twintig overleefden.
Arco gebruikte alleen watergekoelde viertaktmotoren uit eigen huis, aanvankelijk 246cc-kopkleppers, vanaf 1925 ook 346cc-kopkleppers.
In 1927 werd het bedrijf overgenomen door de NV Arco Motorenfabriek in Amsterdam. In 1929 werd nog een 498cc-eencilinder met bovenliggende nokkenas gemaakt. Kort daarna sloot Arco de poorten.